# Eduardo Blanco Amor

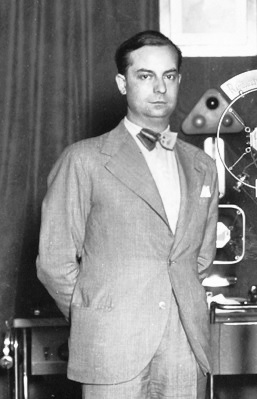
Eduardo Blanco Amor (1935)

Signatur (1928)

Eduardo Modesto Blanco Amor (* 14. September 1897 in Ourense; † 1. Dezember 1979 in Vigo) war ein galicischer Schriftsteller, Publizist und Journalist.

## Leben
Blanco Amor nahm nach seinem Schulabschluss an Zusammenkünften galicischer Schriftsteller teil und lernte dort Vicente Risco kennen. 1919 emigrierte er nach Buenos Aires, Argentinien. Dort stand er weiterhin in Kontakt mit galicischen intellektuellen Immigranten und beteiligte sich aktiv an der 1921 gegründeten Föderation der galicischen Gesellschaften, die sich zum Ziel gesetzt hatte, alle galicischen Einwanderer zusammenzubringen. 1923 gründete er zusammen mit Ramiro Isla Couto die Zeitschrift Terra in galicischer Sprache. Ab 1925 publizierte Blanco Amor in der argentinischen Zeitung La Nación, wo er argentinische Schriftsteller wie Leopoldo Lugones, Jorge Luis Borges, Ernesto Sabato und Eduardo Mallea sowie uruguayische Schriftsteller wie Horacio Quiroga kennenlernte. Er begann seine schriftstellerische Tätigkeit 1927 mit dem Roman Os Nonnatos und im folgenden Jahr mit der Gedichtsammlung Romances Galegos. Für La Nación war er von 1929 bis 1931 sowie von 1933 bis 1936 als Korrespondent nach Spanien zurückgekehrt, bevor er 1965 endgültig zurück in seine galicische Heimat zog.
Ab 1951 war er Mitglied der Real Academia Galega. 1993 wurde ihm der Tag der Galicischen Literatur gewidmet.

## Werke auf Galicisch

### Gedichtbände
- Romances galegos (1928).
- Poema en catro tempos (1931).
- Cancioneiro (1956).

### Erzählungen
- Os Nonnatos (1927).
- A esmorga (1959). Übersetzung ins Spanische als Parranda (1960).
- Os biosbardos (1962). Übersetzung ins Spanische als Las musarañas (1975).
- O reló de area (1965).
- Xente ao lonxe (1972). Übersetzung ins Spanische als Aquella gente... (1976).
- A escadeira de Jacob (unvollendet, posthum erschienen 1993).

### Theaterstücke
- Farsas para títeres (1973).
- Teatro pra xente (1974).
- Proceso en Jacobusland (Fantasía xudicial en ningures) (1980).

### Essays
- Castelao escritor. Pórtico encol da prosa galega (1986).
- Artigos en La Nación (2004).
- Taracea marroquí 1935 (2021).

### Fotografie
- A ollada do desexo. Obra fotográfica 1933–1973 (2005).

### Werkausgaben
- Poemas galegos (1980).
- Obra en galego completa. Narrativa I (1993).
- Obra en galego completa. Poesía. Teatro II (2010).

## Werke auf Spanisch

### Gedichtbände
- Horizonte evadido (1936).
- En soledad amena (1941).
- Ars amandi (2007).

### Erzählungen
- La catedral y el niño (1948).
- Los miedos (1963).

### Essays
- Chile a la vista (1950).
- Las buenas maneras (1963).
- En defensa e ilustración de la Segunda República Española en los años de la guerra civil (1936–1939) (2016).